# Métro de Pusan
Le métro de Pusan en Corée du Sud est exploité par la Busan Transportation Corporation. La première ligne fut inaugurée en 1985 avec 17 stations. Aujourd'hui, il compte quatre lignes de métro lourd, une ligne de métro léger et une ligne de train de banlieue, 149 stations et 168,4 kilomètres de voies au total.

## Réseau
| Exploitant | Logo       | Nom Français                | Nom Coréen       | Station de départ | Station de fin  | Année d'ouverture | Dernière extension | Stations | Longueur total |
| ---------- | ---------- | --------------------------- | ---------------- | ----------------- | --------------- | ----------------- | ------------------ | -------- | -------------- |
|            |            |                             |                  |                   |                 |                   |                    |          |                |
| BTC        |            | Ligne 1                     | 1호선            | Dadaepo Beach     | Nopo            | 1985              | 2017               | 40       | 40.5 km        |
| BTC        |            | Ligne 2                     | 2호선            | Jangsan           | Yangsan         | 1999              | 2008               | 43       | 45.2 km        |
| BTC        |            | Ligne 3                     | 3호선            | Suyeong           | Daejeo          | 2005              | -                  | 17       | 18.1 km        |
| BTC        |            | Ligne 4                     | 4호선            | Minam             | Anpyeong        | 2011              | -                  | 14       | 12.7 km        |
| Sous-total | Sous-total | Sous-total                  | Sous-total       | Sous-total        | Sous-total      | Sous-total        | Sous-total         | 114      | 116.5 km       |
| B&G Metro  |            | Métro léger de Busan-Gimhae | 부산-김해 경전철 | Sasang            | Kaya University | 2011              | -                  | 21       | 23.4 km        |
| Total      | Total      | Total                       | Total            | Total             | Total           | Total             | Total              | 158      | 205.6 km       |

### Ligne 1 (orange)
La ligne 1 suit l'axe Nord-Sud de la ville. Depuis 1994, elle est longue de 32,5 km avec 34 stations, aucun projet d'extension n’est à l'ordre du jour. 46 rames de 8 voitures circulent sur la ligne. Circulent sur cette ligne un total de 45 trains de huit véhicules.
C'est en 1979 qu'il fut décidé de construire un métro à Pusan. Deux ans plus tard, en 1981 commence la construction d'une première phase, entre Nopo-Dong et Beomnaegol, une section de 16,2 km, qui fut achevée en juillet 1985. Les trois extensions ultérieures prolongèrent la ligne vers le sud-ouest, de 5,4 km avec une section allant de Beomnaegol à Jungang-dong ouverte en mai 1987, avec 4,5 km d'extension vers Seodaeshin-dong en février 1990, et 6,4 km d'extension vers la station terminus Sinpyeong en juin 1994. Enfin une dernière extension de 8 km a été inaugurée le 20 avril 2017 de Sinpyeong à Dadaepo Beach portant la longueur de la ligne à 40,5 km. Le coût total de la construction s'éleve à 975,1 milliards de wons sud-coréens.

### Ligne 2 (verte)
La ligne 2 traverse Pusan d'est en ouest. Depuis 2002, la ligne fait 39,1 km de long pour 39 stations. La ligne utilise 28 rames de six voitures.
Bien que la construction de la première section de cette ligne, un itinéraire entre Hopo et Seomyeon de 22,4 km avec 21 stations, ait commencé depuis novembre 1991, elle n'a été ouverte que le 30 juin 1999. Avec la construction de la phase 2 (de Seomyeon à Jwadong, 16,7 km), la ligne fut prolongée de 8,7 km vers le sud-est de Seomyeon à Geumnyeonsan en août 2001. Une station, Gwangan, fut inaugurée en janvier 2002. Finalement, en août 2002, 8 km de plus furent ajoutés vers l'est de Suyeong à Jangsan.
La phase 3, commencée en 1998, a pour objectif de prolonger la ligne 2 au nord de Hopo à Yangsan, ajoutant encore 7,2 km et 4 stations. Cette extension est inaugurée le 10 janvier 2007. La ligne 2 présente actuellement 43 stations et une longueur de 45,2 km.
Le coût final de la ligne est estimé à 2934,5 milliards de wons sud-coréens.

### Ligne 3 (brune)
La construction de la ligne de 3 a commencé en novembre 1997. L'ouverture a été retardée à plusieurs reprises, la première phase de la ligne 3 a été mise en service finalement le 28 novembre 2005 avec 18,3 km et 17 stations. La ligne 3 utilise des rames de quatre voitures doté d'interciculation.
Après l'incendie du métro de Daegu en 2003, il fut décidé au cours de la construction, d'installer des portes palières sur toutes les plateformes de stations de la ligne 3. Quelques portes palières existent dans le métro de Séoul, mais la ligne 3 du métro de Busan est la seule en Corée à en disposer dans l'ensemble de ses stations.

### Ligne 4 (bleue)
La ligne 4, appelée aussi ligne de Bansong a été mise en service le 30 mars 2011. Elle dessert le nord et le nord-est de Pusan. Elle comporte 14 stations pour une longueur de 12,7 km. Les rames automatiques comportent six voitures. Il s'agit de la seule ligne du réseau de métro sur pneumatique.

### Busan-Gimhae Light Rail Transit (violette)
Il s'agit d'une ligne de métro léger automatique de 24 km possédant 21 stations sur un parcours situé entièrement à l'extérieur. Elle relie la stations Sasang à Busan à la station Kaya University à Gimhae et dessert l'Aéroport international de Gimhae.

## Matériel roulant
| Série             | Série             | Livraison   | Constructeur                            | Nombre de rame | Nombre de voitures par rame | Alimentation | Roulement | Conduite    | Ligne desservie | Photo |
| ----------------- | ----------------- | ----------- | --------------------------------------- | -------------- | --------------------------- | ------------ | --------- | ----------- | --------------- | ----- |
| 1000              | 1er lot           | 1984 - 1997 | Hyundai Rotem                           | 45             | 8                           | Caténaire    | Fer       | Conducteur  |                 |       |
| 1000              | 2ème lot          | 2016 - 2020 | Hyundai Rotem                           | 17             | 8                           | Caténaire    | Fer       | Conducteur  |                 |       |
| 1000              | 3ème lot          | 2023 - 2026 | Woojin Industrial Systems               | 34             | 8                           | Caténaire    | Fer       | Conducteur  |                 |       |
| 2000              | 2000              | 1997 - 2002 | Hyundai Rotem Woojin Industrial Systems | 56             | 6                           | Caténaire    | Fer       | Conducteur  |                 |       |
| 3000              | 3000              | 2005        | Hyundai Rotem                           | 20             | 4                           | Caténaire    | Fer       | Conducteur  |                 |       |
| 4000              | 4000              | 2008 - 2009 | Woojin Industrial Systems               | 17             | 6                           | 3ème rail    | Pneu      | Automatique |                 |       |
| Busan-Gimhae 1000 | Busan-Gimhae 1000 | 2009 - 2010 | Hyundai Rotem                           | 25             | 2                           | 3ème rail    | Fer       | Automatique |                 |       |